# Szczebrzeszyn
Szczebrzeszyn uitspraakⓘ is een stad in het Poolse woiwodschap Lublin, gelegen in de powiat Zamojski. De oppervlakte bedraagt 29,04 km², het inwonertal 5357 (2005). In de stad bevinden zich een synagoge (in gebruik als dorpshuis) en een vervallen Joodse begraafplaats uit de zestiende eeuw.

## Tongbreker

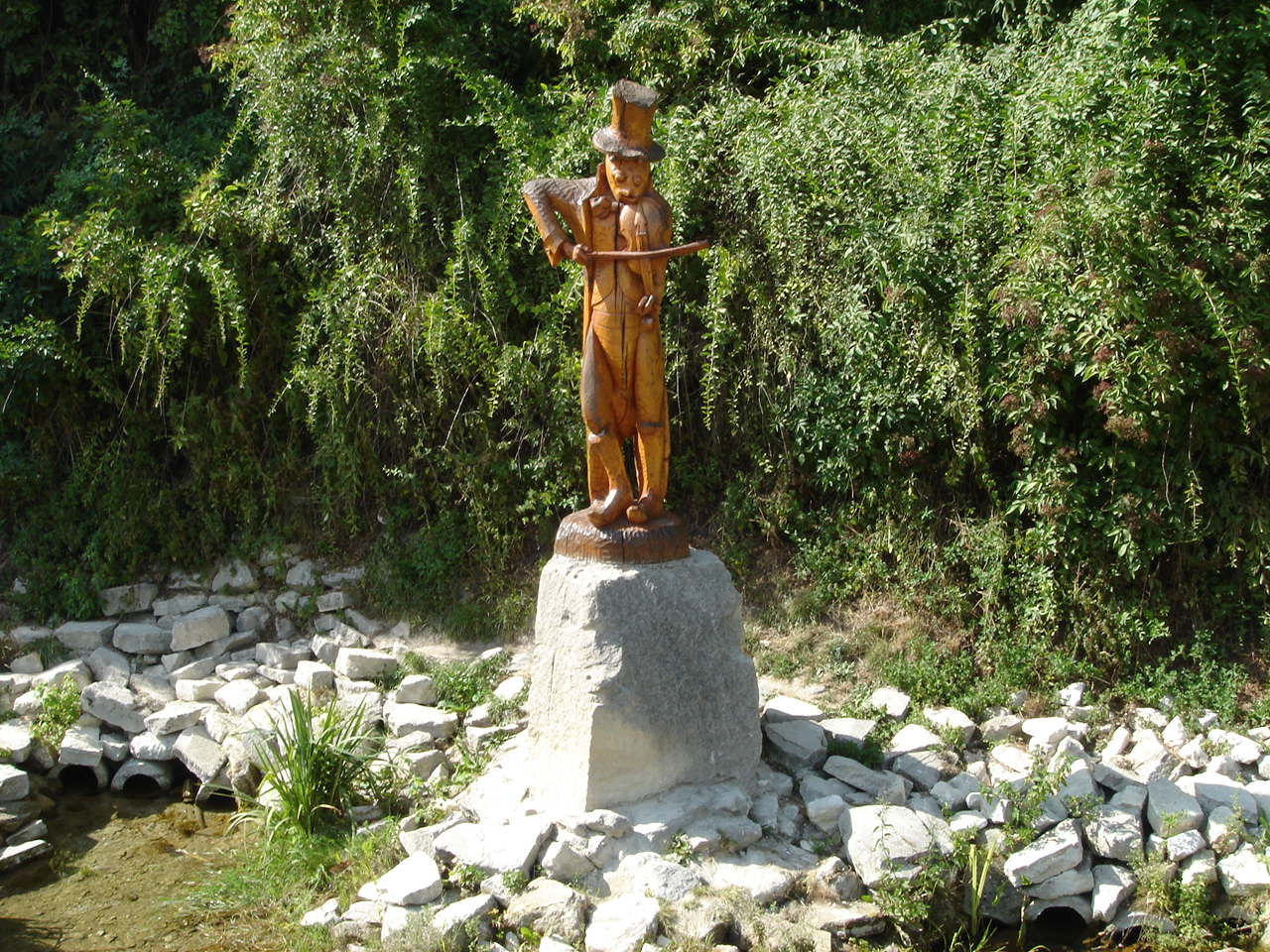
Het standbeeld van een viool spelende kever in Szczebrzeszyn

De stad is in Polen en bij mensen die de Poolse taal leren bekend door een tongbreker van de dichter Jan Brzechwa. Deze luidt: W Szczebrzeszynie chrząszcz brzmi w trzcinie [fʃtʃɛbʒɛˈʃɨɲɛ ˈxʒɔ̃ʃtʃ ˈbʒmʲi ˈftʃtɕiɲɛ] uitspraakⓘ. De moeilijkheid zit in de vele medeklinkers die achter elkaar staan en de verschillende sj-klanken die daardoor ontstaan. De zin is de openingszin van het versje Chrząszcz (kever). De vertaling luidt: In (de stad) Szczebrzeszyn klinkt een kever in het riet.
Naar aanleiding van het gedicht staat er in de stad een houten standbeeld van een kever die viool speelt. Dit als dank voor de bekendheid die de kever de stad heeft gegeven.

Szczebrzeszyn
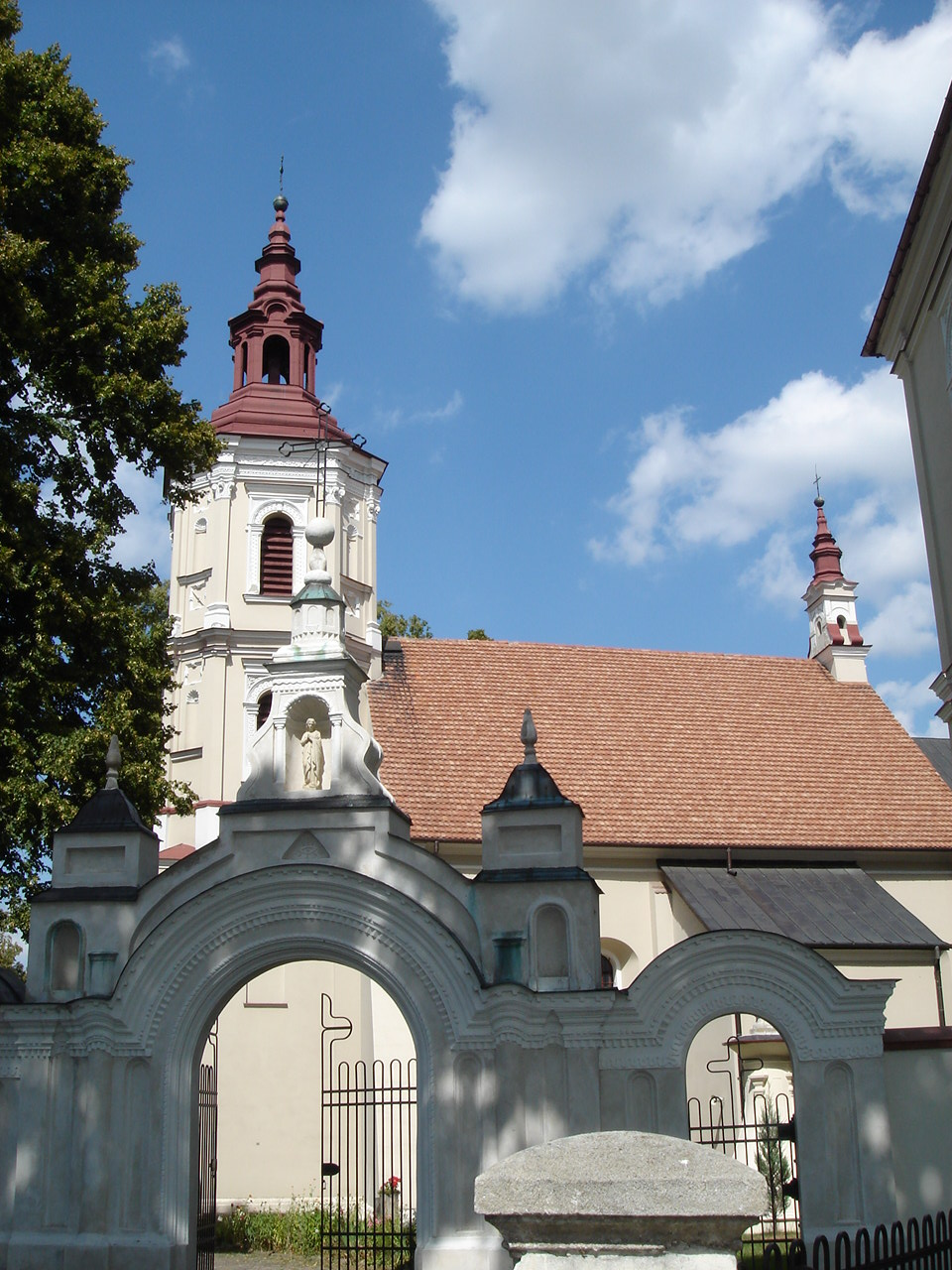
De St. Nicolaas kerk
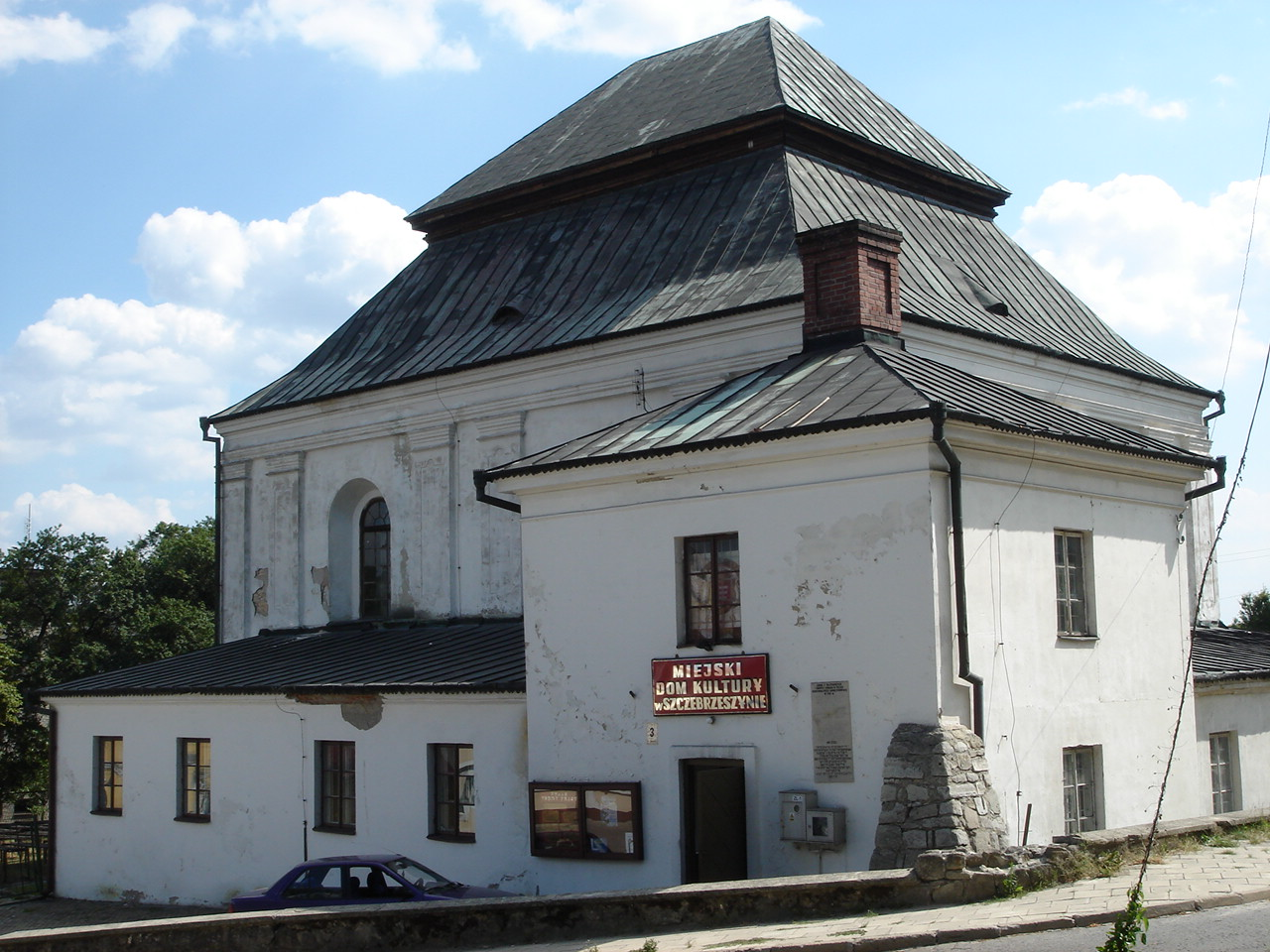
De voormalig synagoge
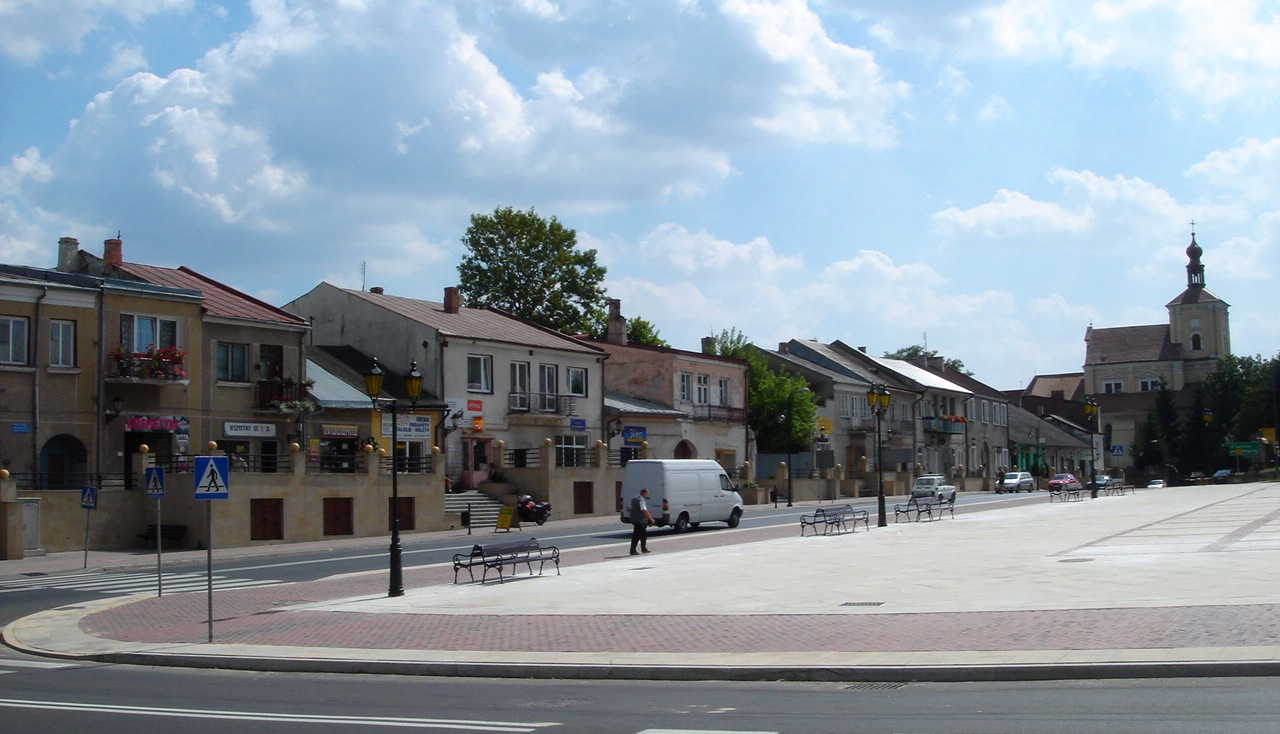
Het Kościuszko plein